# Aššur-bel-nišešu
Aššur-bel-nišešu (Aššur-bēl-nišēšu, Aschschur-bel-nischeschu, Assur-bel-nisesu), Sohn des Aššur-nirari II. war ein mittelassyrischer König, der nach der assyrischen Königsliste neun Jahre regierte.
| Autor              | Regierungszeit    | Anmerkungen            |
| ------------------ | ----------------- | ---------------------- |
| Grayson 1969       | 1419–1411 v. Chr. | mittlere Chronologie   |
| Gasche et al. 1998 | 1409–1402 v. Chr. | Ultrakurze Chronologie |
| Freydank 1991      | 1407–1399 v. Chr. |                        |

Er führte den Titel Vizekönig von Aššur (išši'ak Aššur). Er erneuerte und verstärkte die Stadtmauer von Aššur.
Nach der synchronistischen Geschichte schloss er mit Kara-indaš von Karduniaš einen Vertrag über die Grenze zwischen Assyrien und Babylonien ab und bekräftigte diesen mit einem Eid.